# Craig Douglas
Craig Douglas, född Terence Perkins den 12 augusti 1941 i Newport, Isle of Wight, England, är en brittisk sångare.

## Diskografi (urval)
Singlar (topp 20 på UK Singles Chart)
- 1959 – "A Teenager in Love" (#14)
- 1959 – "Only Sixteen" (#1)
- 1960 – "Pretty Blue Eyes" (#4)
- 1960 – "The Heart of a Teenage Girl" (#10)
- 1961 – "A Hundred Pounds Of Clay" (#9)
- 1961 – "Time" (#9)
- 1962 – "When My Little Girl is Smiling" (#9)
- 1962 – "Our Favourite Melodies" (#9)
- 1962 – "Oh Lonesome Me" (#15)